# Clivinema sericum
Clivinema sericum är en insektsart som beskrevs av Knight 1928. Clivinema sericum ingår i släktet Clivinema och familjen ängsskinnbaggar. Inga underarter finns listade i Catalogue of Life.